# J Sharp
J# (vyslovované anglicky jako J Sharp, /dʒeɪ ʃɑɹp/) je programovací jazyk z rodiny jazyků .NET, vyvíjený společností Microsoft jako varianta k multisystémovému jazyku Java. J# je založený na dřívější variantě J++, od nějž se neliší nijak výrazně. Syntaxe je obdobná programovacím jazykům C# a Java a s využitím příslušných knihoven (vjslib.dll) je možné implementovat standardní knihovny Javy a pracovat s nimi v rámci jazyka J#.

## Historie
V současné době J# nepatří mezi často používané programovací jazyky, ale některé úlohy jsou snadněji řešitelné s využitím tohoto jazyka. Jedná se např. o vytváření Zip souborů.[zdroj?]